# Принцип вође
Принцип вође или фирерство (немачки Führerprinzip) је прописана фундаментална категорија политичке моћи у владајућим структурама Трећег рајха. Овај принцип најјасније се очитује у ставу да је „реч вођина изнад свих писаних закона” и да државна политика, одлуке и институције морају да раде у правцу реализације тог циља. У актуелној политичкој употреби односи се углавном на праксу диктатуре у оквиру неке политичке странке, и као таква, та пракса поприма обележје политичког фашизма.
Нацистичка пропаганда је нашироко подигла култ личности Адолфа Хитлера као „јединог херојског вође који превазилази недаће комитета, бирократа и парламената”, потпуно исту ствар је урадила италијанска пропаганда хвалећи величину Бенита Мусолинија, и совјетска пропаганда, који је изградио култ личности Стаљина у СССР.

## Систем и идеологија у Трећем Рајху
Фирерова идеологија посматра сваку организацију као хијерархију лидера, где сваки вођа сноси апсолутну одговорност у својој области, захтева апсолутну послушност од оних испод себе и одговара само својим претпостављенима. Врховни вођа Адолф Хитлер одговарао је само директно немачком народу. Италијански филозоф Ђорђо Агамбен је тврдио да је Хитлер себе видео као оличење аутократије и као живи закон или највиши закон, који ефективно комбинује извршну, судску и законодавну власт. После Ноћи дугих ножева, Хитлер је изјавио: „У овом часу био сам одговоран за судбину немачке нације и стога сам био врховни судија немачког народа!”
Оправдање за цивилну употребу Фирера било је то што је беспоговорно потчињавање надређенима наводно створило веома озлоглашени „немачки орднунг” (наредба), и, сходно томе, просперитет. Након доласка на власт, Адолф Хитлер је забранио друге друге осим Нацистичке партије, а Фирерство је постало саставни део Нацистичке партије у јуну 1934, када је Хитлер приредио Ноћ дугих ножева за своје политичке противнике. Након што је Хитлер именован за канцелара Рајха и преузео овлашћења председника Рајха након смрти Пола фон Хинденбурга, променио је своју титулу у „Фирер и Рајх канцелар” и Фирер је постао саставни део немачког друштва.
Херман Геринг је рекао Невилу Хендерсону да: "Када треба донети одлуку, нико од нас није важнији од камења на коме стојимо. Алберт Шпер је приметио да су се многи нацистички званичници плашили да доносе одлуке у Хитлеровом одсуству. Иако су правила често постајала усмена, а не писана; проактивни лидери који су прекршили правила и створили сопствене сфере утицаја могли су да добију похвале и унапређење.
Многи нацистички пропагандни филмови промовисали су важност Фирера. У школама су дечацима тинејџерима даване скандинавске саге као илустрације теме Фиреризма, које су развијали јунаци као што су Фридрих Велики и Ото фон Бизмарк. Ово је све састављено са циљем величања Фирера Великог немачког Рајха. Немачка пропаганда је објаснила да је Ноћ дугих ножева „неопходна потреба за спас Немачке”. Брошуре које су дистрибуиране за донације Винтер Релиеф укључивале су колекцију фотографија Хитлера, у стилу „Фирер прави историју”, и „Фирерова битка на истоку” Филмови као што су „ Тријумф воље” га је такође прославио.
Карл Шмит, привучен у Нацистичку партију дивљењем њеном одлучном вођи, величао је Хитлера у својим памфлетима, јер само немилосрдна воља таквог вође може спасити Немачку и њен народ од „асфалтне културе” модерности, постићи јединство и аутентичност.